# Битва при Комби
Битва при Комби — решающее сражение в войне между королевством Ндонго, поддержанным голландцами, и португальцами в период голландского колониального господства в Анголе.
Когда голландцы в 1641 году заняли Луанду — столицу португальской колонии Ангола, соседние королевства, в частности, Ндонго, приветствовали их, посылали посольства и получали от голландцев обещания помощи в вытеснении португальцев из Африки. Однако после первоначального голландского успеха португальцы смогли укрепить свои позиции и вернуться в Бенго, а затем и в крепость Масангано. В 1643 году голландцы заключили с португальцами соглашение о перемирии, которое развязало руки португальцам в борьбе с туземцами. После этого королевство Ндонго, давний враг португальцев, во главе с королевой Нзинга оказалось один на один с сильным европейским врагом. Однако после поражения туземцев у Каванги в 1646 году, голландский командующий решил нарушить перемирие и поддержать Ндонго.
В 1647 году объединённые силы Ндонго и голландцев общей численностью более 8000 человек встретились с армией португальцев и их африканских союзников численностью около 30 000 человек где-то к северу от Масангано. Португальцы были разгромлены, несмотря на численное превосходство, потеряв около 3000 убитыми или ранеными.
В результате этой победы королева Нзинга и её армия осадили три португальских форпоста — в Амбаке, Масангано и Муксиме. Эти осады не увенчались успехом, в основном из-за отсутствия артиллерии для бомбардировки крепостей. Когда в 1648 году в регион прибыли португальские войска под командованием Сальвадора де Са, Нзинга была вынуждена снять осаду и вернуться в Матамбу.